# Troker
Troker（トゥロケル）
は、メキシコのハリスコ州グヮダラハラを拠点に活動するジャズ・ロックバンド。
ワールドミュージックのバンドとしても知られる。
ハードメタルなジャズサウンドの中に、
色々な音楽要素を取り入れている彼らのサウンドは、
かつてのアメリカのフリー・ジャズバンド「ラスト・イグズィット(Last Exit)」
を連想させる、というジャズファンの声も多い。

## 来歴
2003年にメキシコのハリスコ州グヮダラハラで結成。
国際的なコンサートツアーを行い欧州圏、北米、南米でも多数公演を行っているが、
メキシコ国内のコンサートツアーを何より重要視し、ツアーの半分以上は、
メキシコ国内を精力的に回っている。
2014年10月のワールドミュージック・エキスポに参加し、
「WOMEX 14 Official Showcase Selection」の１つとしてステージを行った。

## ディスコグラフィー

### フルアルバム
- Jazz vinil (2007)
- El rey del camino (2010)
- 1919 música para cine (2013)
- Crimen Sonoro (2014)[1][2]

### EP盤
- Pueblo de Brujos (2012)

## メンバー
- クリスチャン・ヒメネス（Christian Jiménez）：キーボード
- DJ セロ（DJ Zero）：ターンテーブル
- フランキエ・マレス（Frankie Mares）：ドラムス
- ヒルベルト・セルバンテス（Gilberto Cervantes）：トランペット
- サモ・ゴンザレス（Samo González）：コントラバス
- アルトゥロ「ティブロン」サンティヤネス（Arturo“Tiburón”Santillanes）：サクソフォーン